# 甘草宁Q
甘草宁Q是一种有机化合物，化学式为C25H26O5，它是存在于西北甘草中的黄酮类化合物，是一种PTP1B抑制剂。它和氯化铁的甲醇溶液显绿色，对吉布斯测试呈阳性。